# Gilbert Delahaye
Gilbert Delahaye, född 19 mars 1923, död 6 december 1997, var en belgisk författare. Han är mest känd för Martine-böckerna, en bokserie med illustrerade barnböcker som han gjorde tillsammans med illustratören Marcel Marlier. 
Några av Delahayes barnböcker har givits ut på svenska, men endast en av Martine-böckerna; Mimmi i skolan (orig. Martine à la école).
Boken Martine à la ferme nämns i den franska filmen Den spanska lägenheten (2002). En av filmens huvudkaraktärer (Audrey Tautou) säger att hon är uppkallad efter Delahayes Martine.